# Félix Baciocchi

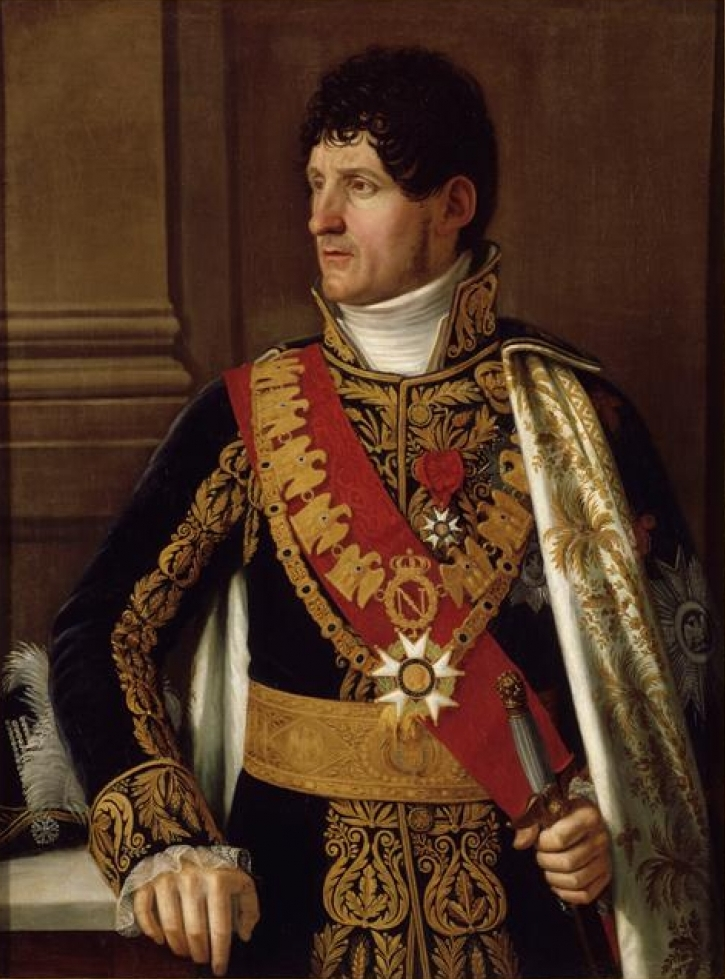
Félix Baciocchi

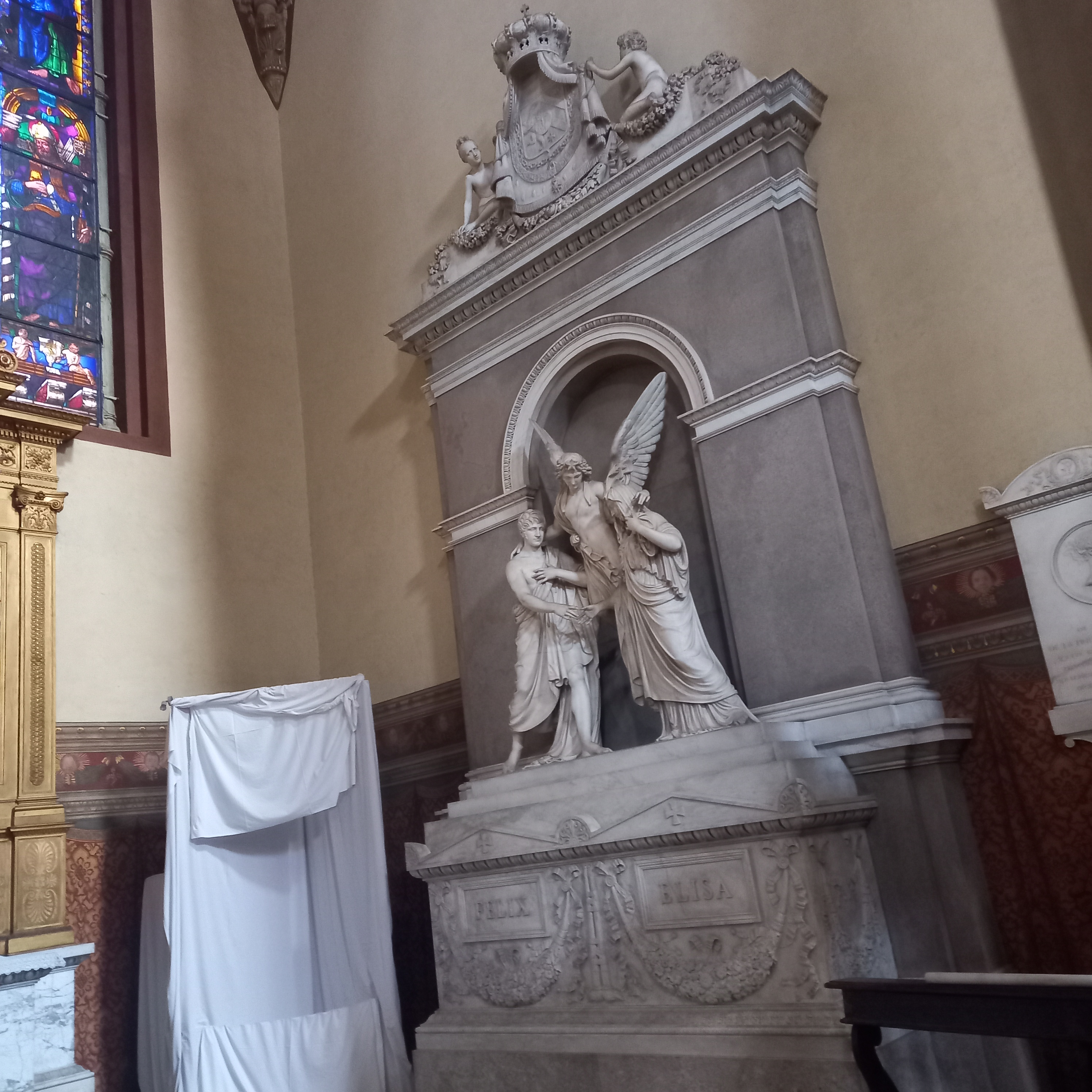
Das Grab von Félix Baciocchi und seiner Ehefrau Elisa Bonaparte in der Basilika San Petronio in Bologna

Félix Baciocchi (ital.: Felice Pasquale Baciocchi; * 18. Mai 1762 in Ajaccio auf Korsika; † 27. April 1841 in Bologna) war ein französischer Offizier. Er war  mit Elisa Bonaparte, der Schwester des französischen Kaisers Napoléon verheiratet und von 1805 bis 1814/15  Fürst von Lucca und Piombino.

## Leben
Baciocchi entstammte einer verarmten korsischen Adelsfamilie. Er war Soldat im Heer Napoleons. Seine militärischen Fähigkeiten waren indes begrenzt. Er benötigte sechzehn Jahre, um vom Sous-lieutenant zum Capitaine aufzusteigen – und das in Kriegszeiten, in denen sich bessere Beförderungschancen bieten. Im Jahr 1797 heiratete er Napoleons Schwester Elisa. Mit dieser hatte er insgesamt vier Kinder, wovon eins bereits früh starb.
Nach der Heirat wurde er zum Colonel eines leichten Infanterieregiments befördert. Er tat sich aber militärisch nicht hervor. Im Jahr 1804 wurde er zum Senator ernannt. Damit verbunden war eine Zahlung von 240.000 Franc. Durch die Verleihung des Fürstentums Lucca und Piombino an Elisa erhielt Baciocchi 1805 den Titel eines Fürsten. Einen nennenswerten Einfluss übte er nicht aus. Es war Elisa, die das Land unter der Oberaufsicht Napoleons regierte. Bezeichnend ist, dass er, als Elisa zur Generalstatthalterin der Toskana ernannt wurde, nur Kommandant ihrer Truppen im Range eines Général de division wurde. Im Palazzo della Crocetta unterhielt Baciocchi eine eigene Hofhaltung und gab sich Vergnügungen und Affären mit anderen Frauen hin. Nach außen demonstrierte das Fürstenpaar allerdings weiterhin Zuneigung.
Der Wiener Kongress gab das Fürstentum an die ehemalige Königin von Etrurien, Maria Luisa. Baciocchi und seine Frau lebten nunmehr unter österreichischer Aufsicht in Italien. Noch zu Zeiten als Fürst hatte er auf Korsika unauffällig Grundbesitz erworben, so dass das Paar ein ausreichendes Einkommen hatte. Nach dem Tod seiner Frau verkaufte er ihre Villen. Er siedelte sich in Rom im Palazzo Ranuzzi an. Von der österreichischen Regierung erhielt er eine Apanage und der Papst ernannte ihn zu einem römischen Fürsten. Er hinterließ ein beträchtliches Vermögen.